# Sergentomyia yusafi
Sergentomyia yusafi är en tvåvingeart som först beskrevs av John Alexander Sinton 1930.  Sergentomyia yusafi ingår i släktet Sergentomyia och familjen fjärilsmyggor. Inga underarter finns listade i Catalogue of Life.